# 福岡県道81号久留米浮羽線
福岡県道81号久留米浮羽線（ふくおかけんどう81ごう くるめうきはせん）は、福岡県久留米市からうきは市に至る県道（主要地方道）である。

## 概要
久留米市宮ノ陣町八丁島からうきは市浮羽町朝田に至る。ほぼ筑後川と平行したルートをとる。2車線が確保された区間もあるが、進路変更箇所や離合が困難な区間も多い。

### 路線データ
- 起点：福岡県久留米市宮ノ陣町八丁島（八丁島交差点、国道322号交点、福岡県道738号二森石崎線上）
- 終点：福岡県うきは市浮羽町朝田（国道210号交点）

## 歴史
- 1982年（昭和57年）4月1日 - 建設省（現・国土交通省）が主要地方道に指定。
- 1983年（昭和58年）4月1日 - 福岡県が県道81号久留米浮羽線として認定。
- 1993年（平成5年）5月11日 - 建設省から、主要県道久留米浮羽線が久留米浮羽線として主要地方道に再指定される[1]。

## 路線状況

### 重複区間
- 福岡県道738号二森石崎線（久留米市宮ノ陣町八丁島・八丁島交差点 - 久留米市北野町十郎丸・十郎丸交差点）
- 福岡県道53号久留米筑紫野線（久留米市北野町今山・下今山交差点 - 久留米市北野町中・北野総合支所東交差点）
- 福岡県道740号上高橋善導寺停車場線（久留米市北野町大城・大城橋北交差点 - 久留米市北野町大城・大城橋南交差点）
- 福岡県道747号三川田主丸線（久留米市田主丸町菅原 - 久留米市田主丸町八幡）
- 福岡県道508号金川田主丸線（久留米市田主丸町野田 - 久留米市田主丸町常盤）
- 福岡県道585号殖木入地甘木線（久留米市田主丸町常盤 - 久留米市田主丸町船越）
- 福岡県道588号甘木吉井線（うきは市吉井町千年）
- 福岡県道749号保木吉井線（うきは市吉井町千年 - うきは市吉井町桜井）

### 道路施設

#### 橋梁
- 外柴橋（久留米市）
- 若松橋（久留米市）
- 西の宮橋（大刀洗川、久留米市）
- 十郎丸橋（新川、久留米市）
- 陣屋川橋（陣屋川、久留米市）
- 大城橋（筑後川、久留米市）
- 前川橋（美津留川、久留米市）
- 新治橋（美津留川、うきは市）

## 地理

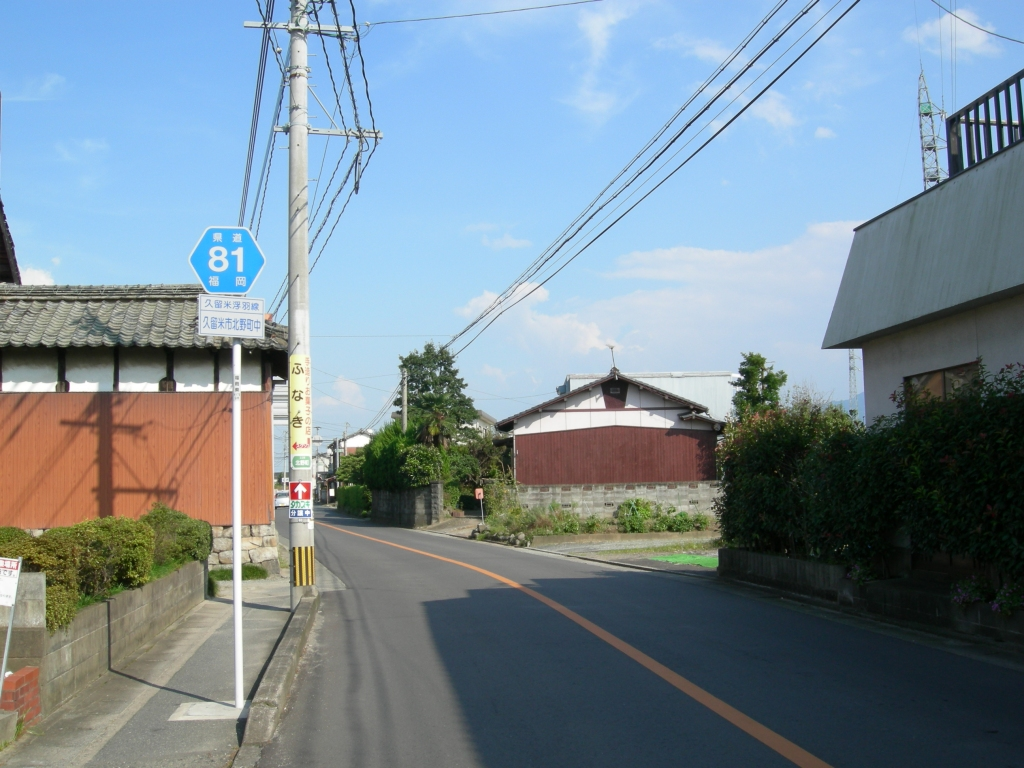
福岡県道81号久留米浮羽線
福岡県久留米市北野町

### 通過する自治体
- 久留米市
- うきは市

### 交差する道路
| 交差する道路                                                           | 市町村名 | 交差する場所   | 交差する場所         |
| ---------------------------------------------------------------------- | -------- | -------------- | -------------------- |
| 国道322号 福岡県道738号二森石崎線 重複区間起点                         | 久留米市 | 宮ノ陣町八丁島 | 八丁島交差点 / 起点  |
| 福岡県道738号二森石崎線 重複区間終点                                   | 久留米市 | 北野町十郎丸   | 十郎丸交差点         |
| 福岡県道53号久留米筑紫野線 重複区間起点                                | 久留米市 | 北野町今山     | 下今山交差点         |
| 福岡県道737号吹上北野線                                                | 久留米市 | 北野町今山     |                      |
| 福岡県道741号中川北野線                                                | 久留米市 | 北野町今山     |                      |
| 福岡県道739号豊田北野線                                                | 久留米市 | 北野町今山     | 上今山交差点         |
| 福岡県道53号久留米筑紫野線 重複区間終点                                | 久留米市 | 北野町中       | 北野総合支所東交差点 |
| 福岡県道740号上高橋善導寺停車場線 重複区間起点 福岡県道744号富多大城線 | 久留米市 | 北野町大城     | 大城橋北交差点       |
| 福岡県道740号上高橋善導寺停車場線 重複区間終点                         | 久留米市 | 北野町大城     | 大城橋北交差点       |
| 福岡県道742号蜷川草野線                                                | 久留米市 | 大橋町蜷川     |                      |
| 福岡県道743号中尾大刀洗線                                              | 久留米市 | 田主丸町菅原   |                      |
| 福岡県道747号三川田主丸線                                              | 久留米市 | 田主丸町八幡   |                      |
| 福岡県道33号甘木田主丸線                                               | 久留米市 | 田主丸町野田   | 立野交差点           |
| 福岡県道508号金川田主丸線 重複区間起点                                 | 久留米市 | 田主丸町野田   |                      |
| 福岡県道508号金川田主丸線 重複区間終点                                 | 久留米市 | 田主丸町常盤   |                      |
| 福岡県道585号殖木入地甘木線 重複区間起点                               | 久留米市 | 田主丸町常盤   |                      |
| 福岡県道585号殖木入地甘木線 重複区間終点                               | 久留米市 | 田主丸町船越   |                      |
| 福岡県道80号甘木朝倉田主丸線                                           | 久留米市 | 田主丸町長栖   |                      |
| 福岡県道586号長栖高橋線                                                | うきは市 | 吉井町新治     |                      |
| 福岡県道511号吉井恵蘇宿線                                              | うきは市 | 吉井町新治     |                      |
| 福岡県道588号甘木吉井線 重複区間起点                                   | うきは市 | 吉井町千年     |                      |
| 福岡県道588号甘木吉井線 重複区間終点                                   | うきは市 | 吉井町千年     |                      |
| 福岡県道749号保木吉井線 重複区間起点                                   | うきは市 | 吉井町千年     |                      |
| 福岡県道587号高山千年線                                                | うきは市 | 吉井町千年     |                      |
| 福岡県道749号保木吉井線 重複区間終点                                   | うきは市 | 吉井町桜井     |                      |
| 国道210号 / 浮羽バイパス                                               | うきは市 | 吉井町桜井     |                      |
| 国道210号                                                              | うきは市 | 浮羽町朝田     | 終点                 |

### 交差する鉄道
- 西鉄甘木線
- 久大本線

### 沿線
- 西鉄甘木線 古賀茶屋駅
- 久留米市役所 北野総合支所
- 筑後川
- 久留米市立柴刈小学校
- うきは市立江南小学校
- 原鶴温泉
- JR九州久大本線 うきは駅